# Tanakius kitaharae
Tanakius
Genre
Espèce
Synonymes
- Glyptocephalus kitaharae (Jordan & Starks, 1904) (préféré par NCBI)[2]
- Glyptocephalus kitaharai (Jordan & Starks, 1904)[1]
- Microstomus kitaharae Jordan & Starks, 1904[1]
- Tanakius kitaharae[2]
- Tanakius kitaharai (Jordan & Starks, 1904)[1]

Tanakius kitaharae, unique représentant du genre Tanakius, est une espèce de poissons de la famille des Pleuronectidae.

## Répartition
Tanakius kitaharae se rencontre dans le Nord-ouest du Pacifique et dans l'Est de la mer de Chine, aux profondeurs comprises entre 100 et 200 m.

## Description
La taille maximale connue pour Tanakius kitaharae est de 30 cm.